# Association Sportive Komorozine de Domoni
Il Komorozine è una società calcistica con sede a Domini, gioca nella prima divisione delle Comore.

## Storia
Fondato il 6 giugno 1974, nella città di Domoni, nella regione di Anjouan. Il club e stato fondato da Chanchidinne Ousseini che ne fu il presidente fondatore, e Saidali Mahamoud Salim, il suo primo allenatore.

## Palmarès
- Comoros Premier League: 1

2013